# 동트 방식
동트 방식(D'Hondt method), 제퍼슨 방식(Jefferson method), 최대제수법(maximum divisors method)은 연방주 간 의회 의석배분이나 정당간 비례대표제를 위한 배분방식이다. 이는 최고평균방식에 속한다. 이상적인 비례 대표와 비교하여 동트 방식은 소규모 정당보다 대규모 정당을 선호하는 소규모 선거구 규모의 정치적 분열을 다소 줄여준다.
이 방식은 1792년 미국의 국무장관이자 나중에 미국의 대통령이 된 토머스 제퍼슨에 의해 처음으로 기술되었다. 1878년 벨기에 수학자 빅토르 동트에 의해 독립적으로 재창조되었으며, 이것이 두 개의 다른 이름을 갖게 된 이유이다.